# Château de Mouchy (Monchy-Humières)
Le château de Mouchy, dit aussi château d'Humières, ou château de Monchy-Humières, est un château situé sur la commune de Monchy-Humières.
Il fut la propriété des ducs d'Humières. De nos jours, son parc est constitué d'un golf.

## Histoire

### Jusqu'auXVIesiècle
Un château féodal exista au moyen-âge à Monchy le Perreux, possession de la famille de Roye, puis de la famille de Flavy.  
En 1238, Matthieu de Roye et son épouse fondent, sur le côté sud-est du château actuel, l'abbaye Notre-Dame de Monchy, une abbaye de religieuses cisterciennes . Au XVe siècle, cette abbaye fut abandonnée et confiée par l'abbé de Citeaux aux religieux de l'Abbaye d'Ourscamp, qui y établirent un prieuré. 
En 1498, Thibault de Flavy lègue sa seigneurie de Monchy le Perreux à son petit-neveu, Jean I d'Humières. Ce dernier épouse en 1484 Jeanne de Hangest, tous deux meurent en 1514.  
Leurs gisants sont au Musée du cloitre Saint Corneille de Compiègne. 
Le château est reconstruit dans la première moitié du XVIe siècle par son fils, Jean II d'Humières, gouverneur de Roye, Péronne et Montdidier, gouverneur des enfants de France, mort en 1550, à la suite de sa destruction par les Anglais et les Bourguignons durant la guerre de Cent Ans. Le château se trouvait alors sur un terre plein entouré de fossés alimentés en eau par l'Aronde. L'avant-corps central, sur la façade d'arrivée du château actuel, avec ses colonnes en pierre, apparaît comme le seul vestige subsistant aujourd'hui de cette campagne de construction. 

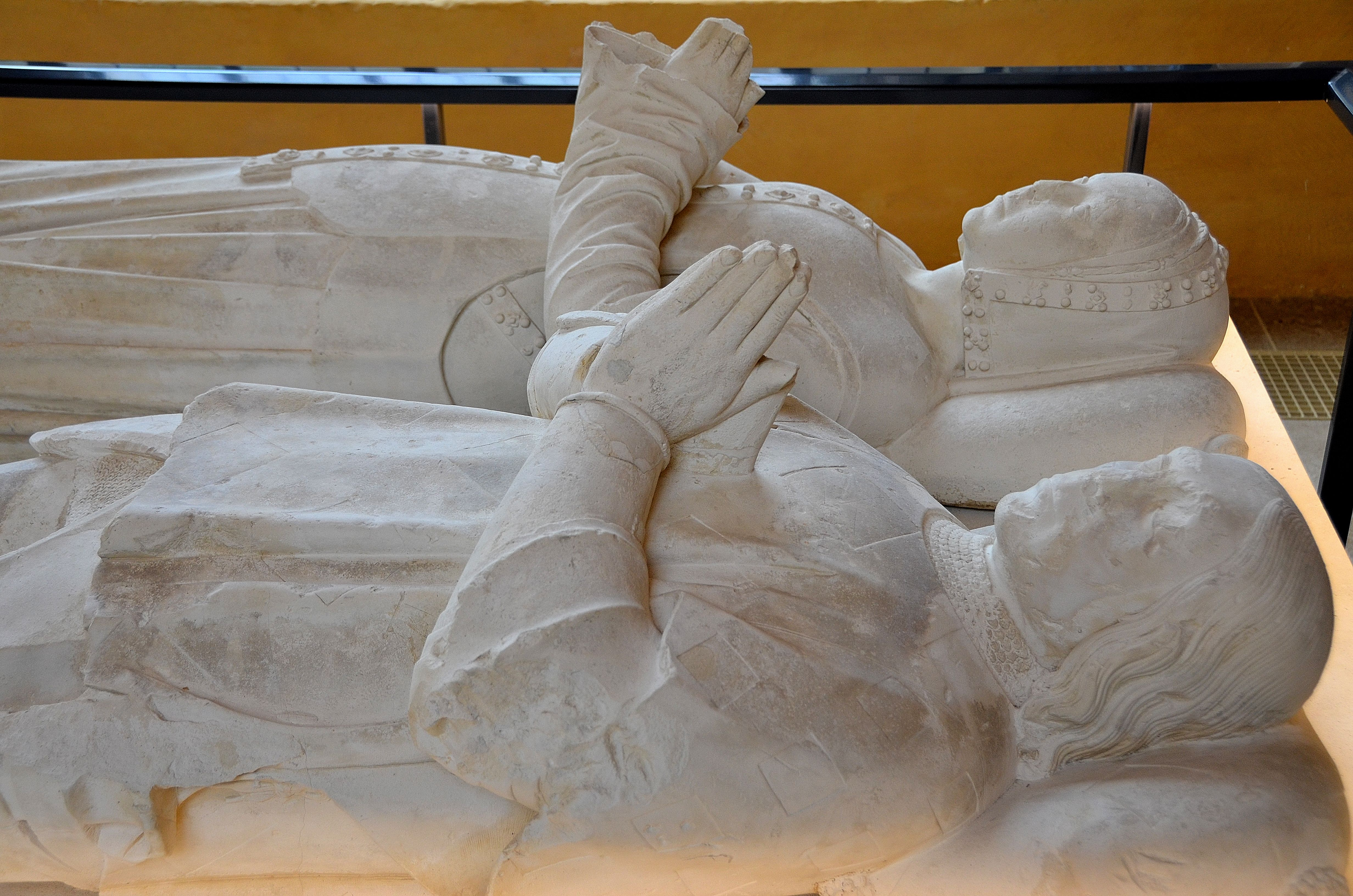
Gisants de Jean I d'Humières et Jeanne de Hangest. Compiègne, Musée du cloître Saint--Corneille

Jean II d'Humières fait aussi restaurer l'église voisine. Son gisant en pierre le représente allongé, accoudé, en armure, portant le collier de l'Ordre de Saint-Michel. Autrefois conservé dans l'église de Monchy-Humières, ce gisant fut saisi le 10 juillet 1793, pendant la Terreur. puis restitué et placé au 
château, où il resta jusqu'à la vente de 1936. En 1938, il fut acheté par le Musée du Louvre,, où il est
aujourd'hui conservé.
Jean d'Humières eut pour successeur son fils, Jacques d'Humières, lieutenant général en Picardie, un des signataires de la Ligue en 1576, mort en 1579. Sa fille, Jacqueline d'Humières fait entrer la seigneurie de Monchy dans la famille de Crevant par son mariage en 1595, avec Louis II de Crevant, seigneur d'Azay, Argy, vicomte de Brigueuil, qui sera gouverneur de Ham, puis de Compiègne et chevalier des ordres du Roi.

### AuxXVIIeetXVIIIesiècles
Leur fils, Louis III de Crevant, aussi gouverneur de Compiègne, épouse en 1627 Isabeau Phélypeaux.
Il fait effectuer d'importants travaux au château de Monchy, que Louis XIII vient visiter à l'occasion d'un séjour à 

Compiègne, en 1638. A sa mort, en 1648, son fils, Louis IV de Crevant, lui succède dans ses charges. En 1649, 

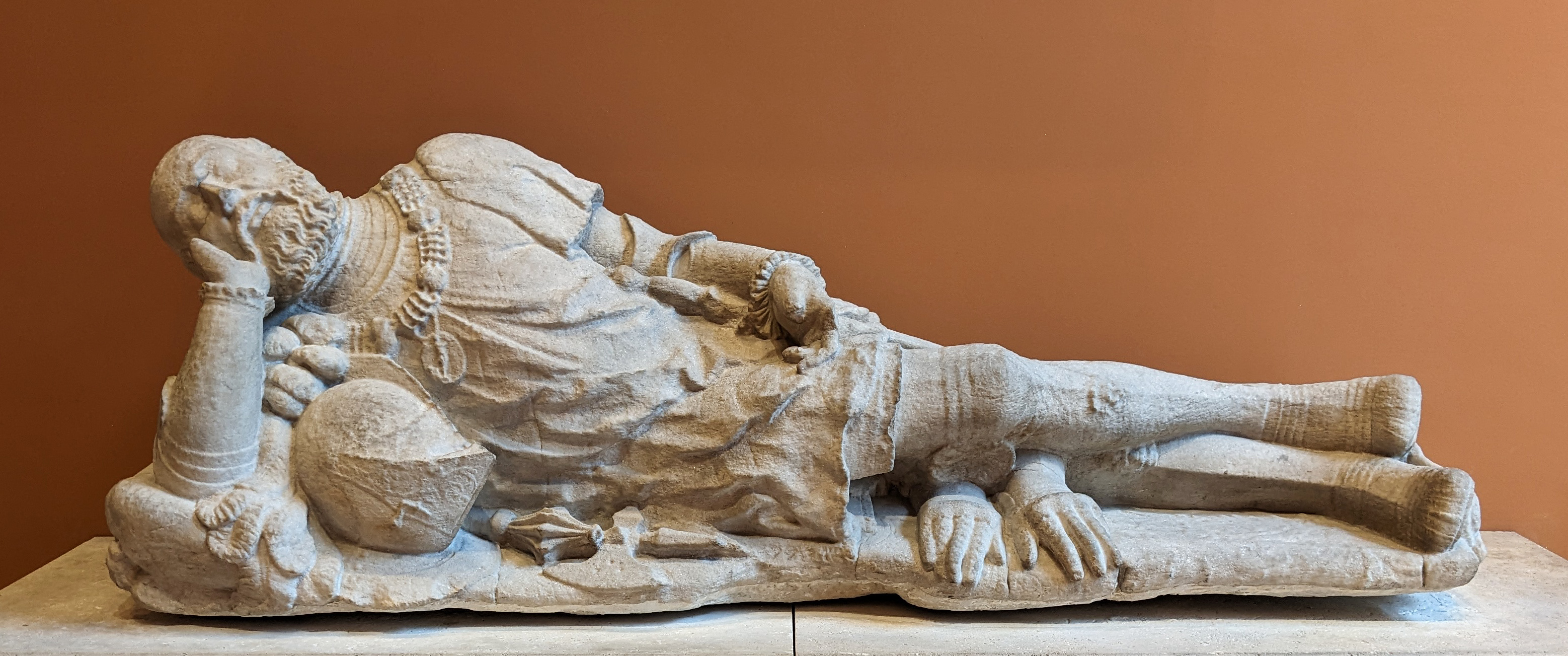
Gisant de Jean II d'Humières, sculpté par Pierre Bontemps. Paris, Musée du Louvre.

Louis XIV et son frère, Monsieur, visitent Monchy. La même année, Monchy est aussi 
visité par le Roi Charles II d'Angleterre et son frère, le duc d'York. En 1652, 1658, 1666, 1667, 1678, 1684, 
Louis XIV y vient à nouveau.
Le château actuel, situé sur les bords de l’Aronde, date du XVIIe siècle. A l'époque, il comportait deux corps de logis placés face à face, reliés entre eux par une galerie, l'ensemble formant un "U" ouvert au sud-ouest. Cette proximité avec l’Aronde rend son terrain très marécageux, et le jardinier André Le Nôtre tirera parti de cette abondance de la ressource en eau pour aménager un magnifique jardin à la française avec fontaines et bassins, proche du jardin de Chantilly, où la présence florissante de l'eau en constitue le principal avantage. Le parc de Monchy comportait un bassin face au corps de logis nord-ouest, avec un canal parallèle à ce bassin.
En 1671, Louis IV de Crevant obtient de Louis XIV la restauration, en tant qu'abbaye de femmes, de l'abbaye de Monchy, dont sa sœur, Elisabeth de Crevant d'Humières, est nommée abbesse. En 1684, Elisabeth de Crevant d'Humières a pour successeur comme abbesse de Monchy, sa nièce, Marie-Louise de Crevant d'Humières (1658-1710), l'une des filles de Louis IV de Crevant.
La terre de Monchy fut érigée en duché d'Humières, par lettres données à Versailles au mois d'avril 1690 pour Louis de Crevant d'Humières, avec celles de Coudun, Baugy, Humières et autres. Le bourg de Monchy change alors de nom.
A la mort du maréchal duc d'Humières, en 1693, son duché d'Humières passe, à sa fille, Julie d'Humières, mariée en 1690 avec Louis François d'Aumont, marquis de Chappe (1671-1751), qui succède à son beau-père au duché d'Humières, ci-devant marquisat de Monchy, comme au gouvernement de Compiègne. En septembre 1698, Louis XIV assiste, avec le Roi Jacques II d'Angleterre et le duc de Bourgogne, au Camp de Coudun, où ont lieu, près de Monchy-Humières, de vastes manœuvres militaires.
De juillet à septembre 1712, c'est le prince-électeur de Bavière, Maximilien II Emmanuel, qui séjourne au château de Monchy-Humières.
Ensuite, le château passe, par mariage, au 5e duc de Gramont.

Reconstitutions des perspectives du château
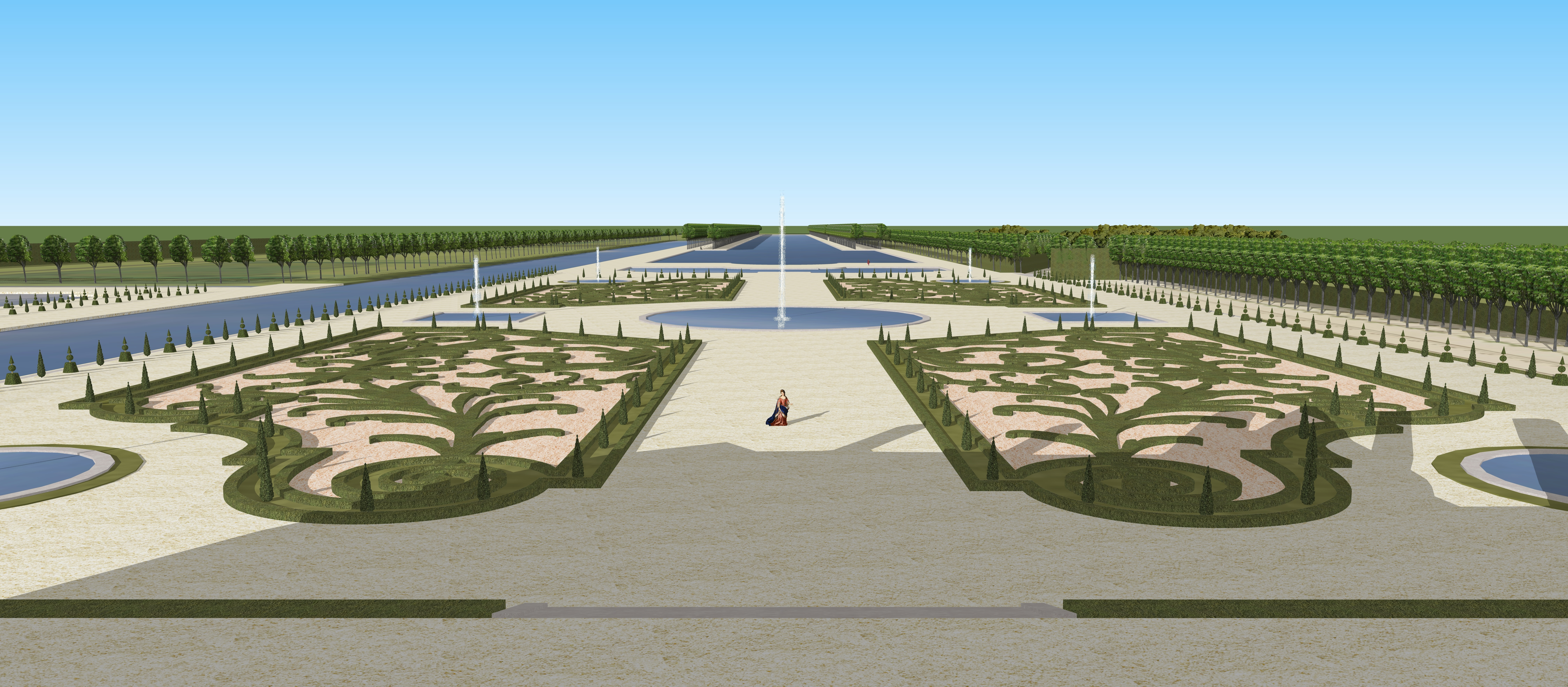
Restitution 3D des jardins disparus du château de Monchy-Humières. État vers 1680.
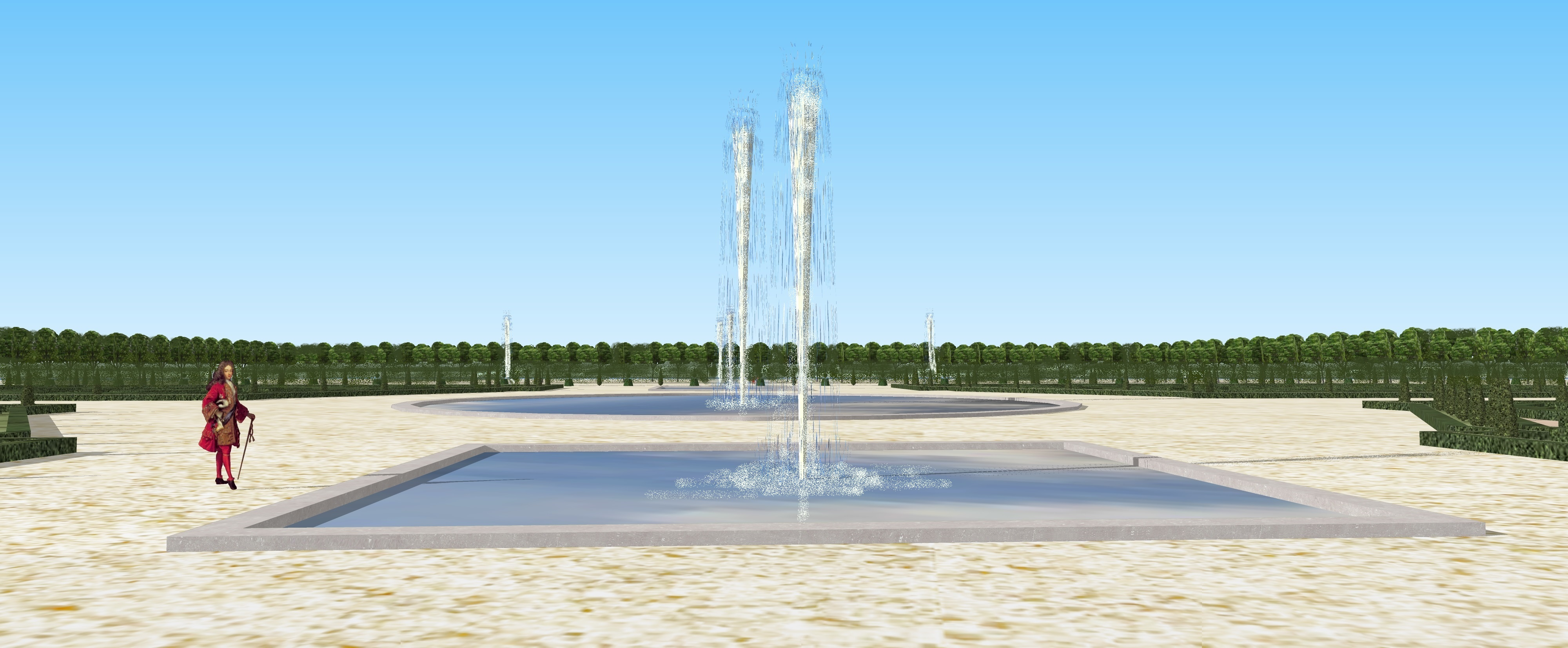
Vue restituée 3D sur l'axe latéral du grand parterre du château de Mouchy, fin XVIIe.
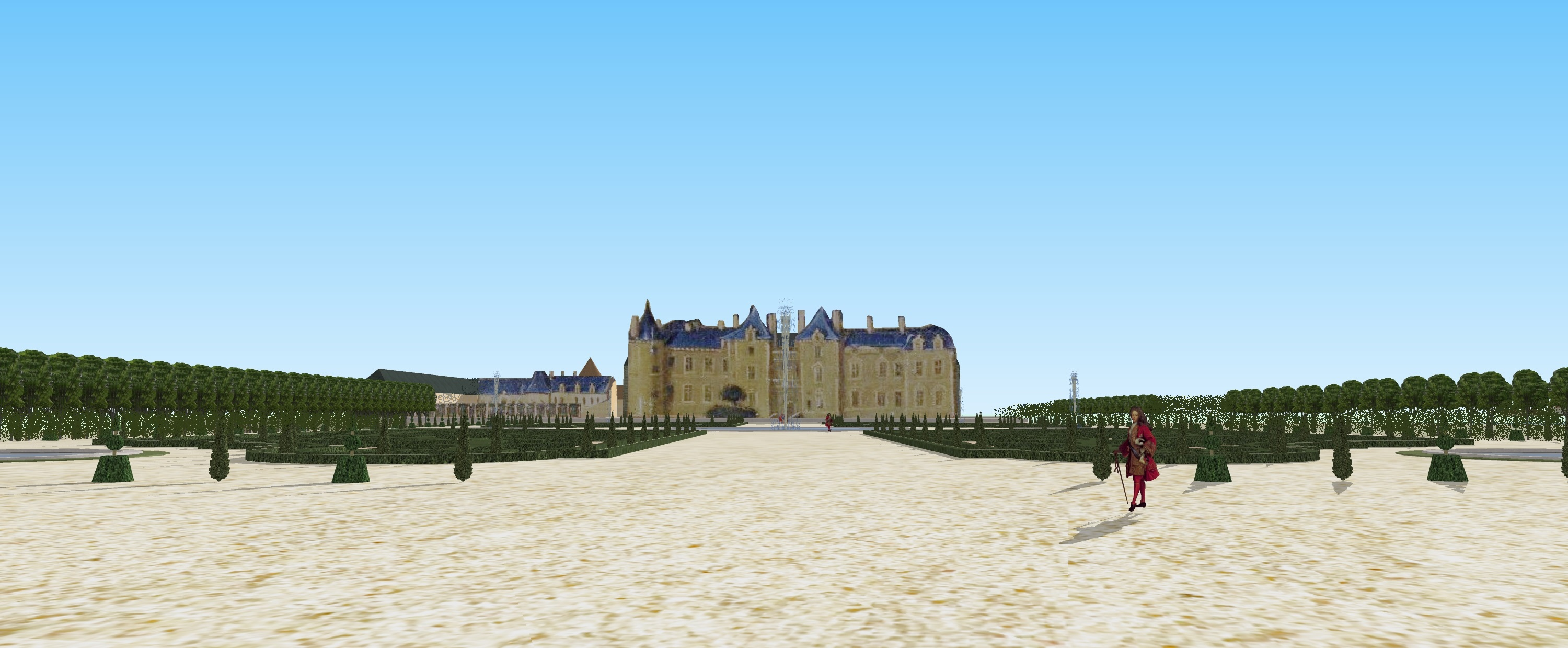
Vue sur le château de Mouchy depuis le bout du parterre, vers 1680.

Tableau représentant les jardins du château de Mouchy
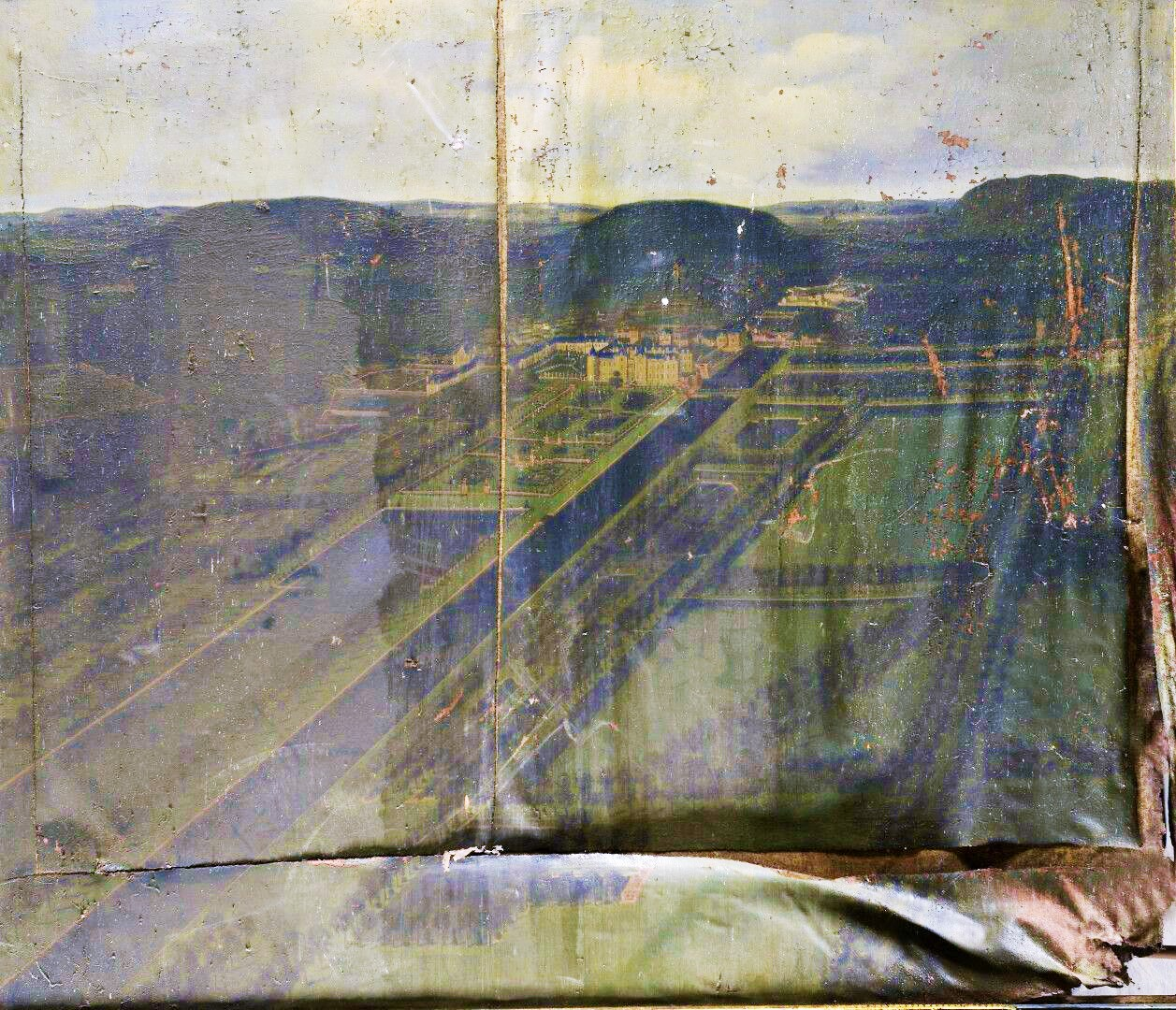
Vue cavalière du château de Mouchy, vers 1680, par Etienne Allegrain, coll. part.
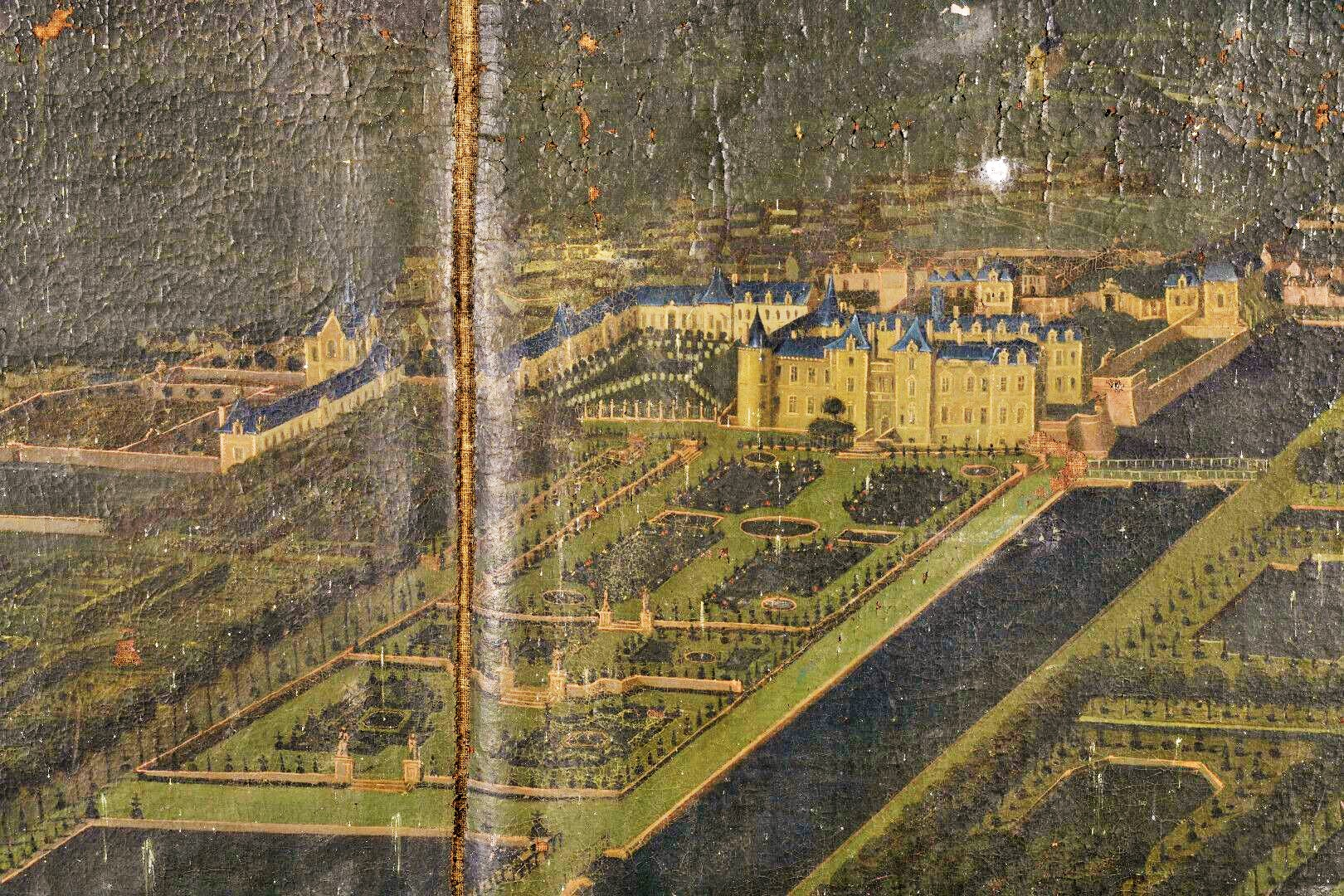
Vue cavalière du château de Mouchy (détail), vers 1680, par Etienne Allegrain, coll. part.

Louis François d'Aumont, duc d'Humières, décédé en 1751, et Julie de Crevant d'Humières, décédée en 1748, laissent une fille unique, Louise Françoise d'Aumont (1691-1742), mariée en 1710 avec Antoine VI de Gramont, alors comte de Louvigny, plus tard 5e duc de Gramont (1688-1741).
Ces derniers ont pour successeur leur fille, Marie-Louise Victoire de Gramont (1723-1756), mariée en 1739 avec son cousin germain, Antoine VII de Gramont, 7e duc de Gramont (1722-1801). Elle laisse pour seul héritier son fils, Louis Antoine Armand de Gramont, duc de Lesparre (1746-1795).
Depuis 1788, ce dernier vivait à Toulouse, où il mourut sans postérité et sans avoir émigré.
En 1795, Antoine VII de Gramont, qui n'avait pas non plus émigré, est l'unique héritier de son fils pour le domaine de Monchy-Humières, à l'abandon depuis plusieurs années après un séquestre révolutionnaire. Poursuivi par ses créanciers, il le vend en deux parties, par deux actes passés devant Me Gibé, notaire à Paris, les 16 et 17 juillet 1800 (27 et 28 messidor an VIII), quelques mois avant de mourir.
Ces ventes prévoient la démolition partielle du château.
L'abbaye de Monchy, qui jouxtait le parc du château, est fermée en 1790, suivant la volonté de l'Assemblée constituante, en même temps que les autres abbayes françaises. L'abbesse, Marie-Marguerite du Passage, les vingt religieuses et les treize sœurs converses ne peuvent plus poursuivre leur vie monastique dans les bâtiments conventuels, qui sont vendus comme bien national en 1792 et démolis.

### Au XIXe siècle
L’aile nord-ouest et les salles d’honneur du château sont démolies, avec la galerie qui la liait à la partie conservée, plus de la moitié du château est démolie à cette époque.
Seule subsiste, encore aujourd'hui, de l’ancienne forteresse, une tour à poivrière, intégrée dans l’aile sud-est restante, face au village.
La partie subsistante du château est achetée par Jean-François Baucheron de Lavauverte, qui la revend le 12 juillet 1813 au général Philibert Curial.
Curial est fait comte de l'Empire par Napoléon en mars 1814, puis se rallie à la Restauration. En novembre 1824, il reçoit la duchesse d'Angoulême à Monchy-Humières. Son épouse, Clémentine, fille du comte Beugnot, est connue pour avoir eu une liaison avec Stendhal.
Après la mort du comte Curial, en 1829, puis celle de son épouse, en 1840, Monchy-Humières passe à leur fils, Adolphe Philibert Curial, qui vend le domaine le 20 octobre 1861 aux époux Gruet de Bacquencourt. Revendu en 1870, il l'est à nouveau en 1894.

### Aux XXe et XXIe siècles
Durant la première guerre mondiale, le château  sert à l’état major pour l’armée française et reçoit la visite de Georges Clémenceau le 6 mai 1918.
Remis en état après 1918, il est vendu en 1928, puis à nouveau en 1936, en 1941, en 1945. Durant la seconde guerre mondiale, les arbres du parc sont coupés à blanc.
Vers 1985, le château est acheté par une femme d'affaires japonaise, Madame Masako Ohya, qui fait aménager un golf de 18 trous dans son parc.
Au XXIe siècle, le château est divisé en appartements, son parc étant toujours aménagé en golf sur 56 hectares.

## Liens